# Vyhlídková plošina na Medvědí hlavě
Vyhlídková plošina na Medvědí hlavě, litevsky Apžvalgos aikštelė ant Meškos galvos nebo Meškos galvos apžvalgos aikštelė, je nízká dřevěná vyhlídková plošina či rozhledna ve východní části písečné duny Meškos galva (Medvědí hlava) poblíž Alksnynė v seniorátu Juodkrantė (Juodkrantės seniūnija) města Neringa v západní Litvě. Nachází se také na Kuršské kose v Klaipėdském kraji v Národním parku Kuršská kosa.

## Další informace
Místo je celoročně volně přístupné z chodníku od parkoviště u silnice 167. V roce 2006 byl v okolí vyhlídkové plošiny velký požár. Vyhlídka nabízí výhled na Kuršský záliv a jeho pobřeží a Kuršskou kosu. V blízkosti na pobřeží Kuršské zátoky je zaniklé přístaviště sovětských ponorek.

## Galerie

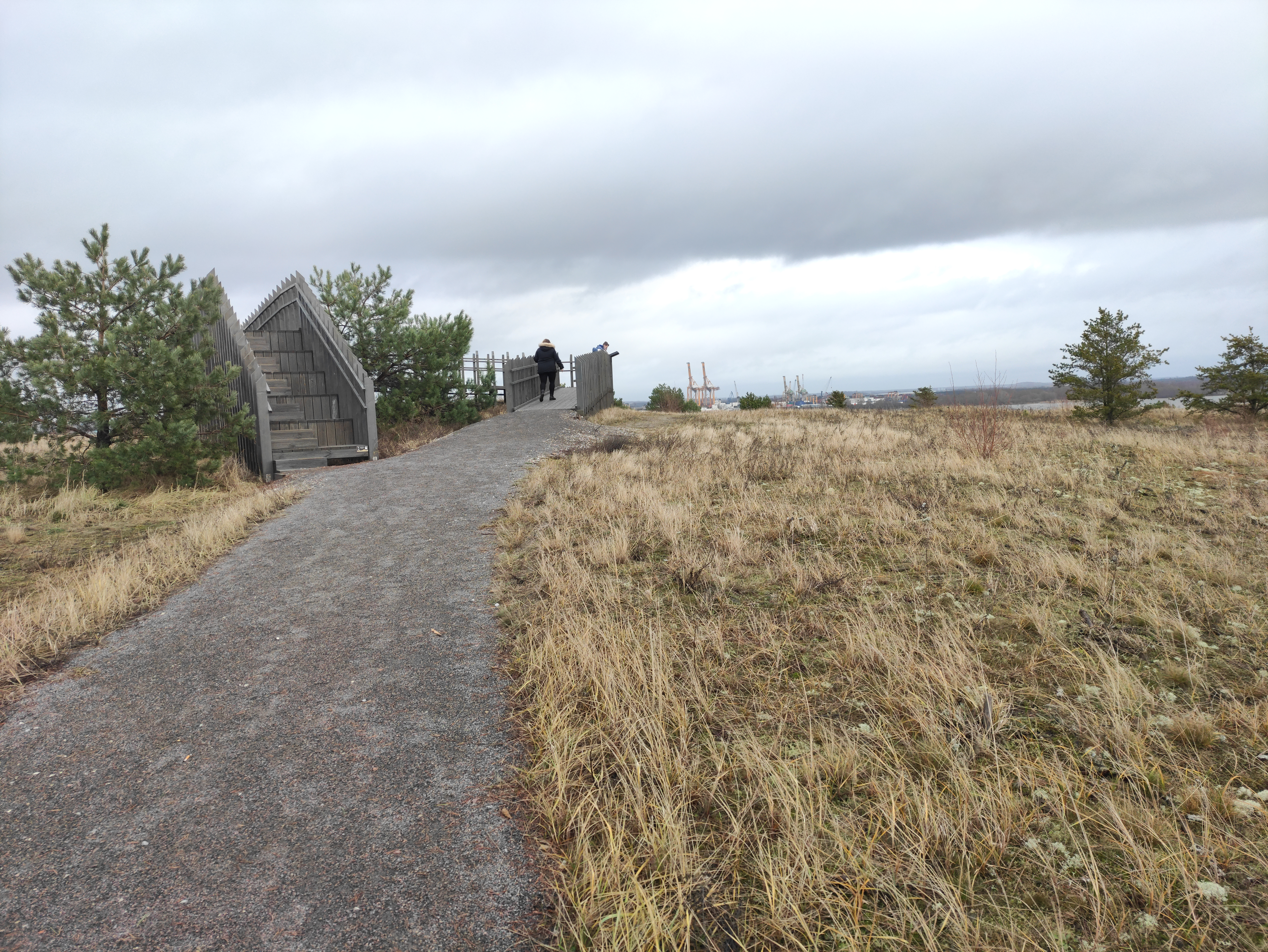
Cesta vedoucí k vyhlídkové plošině
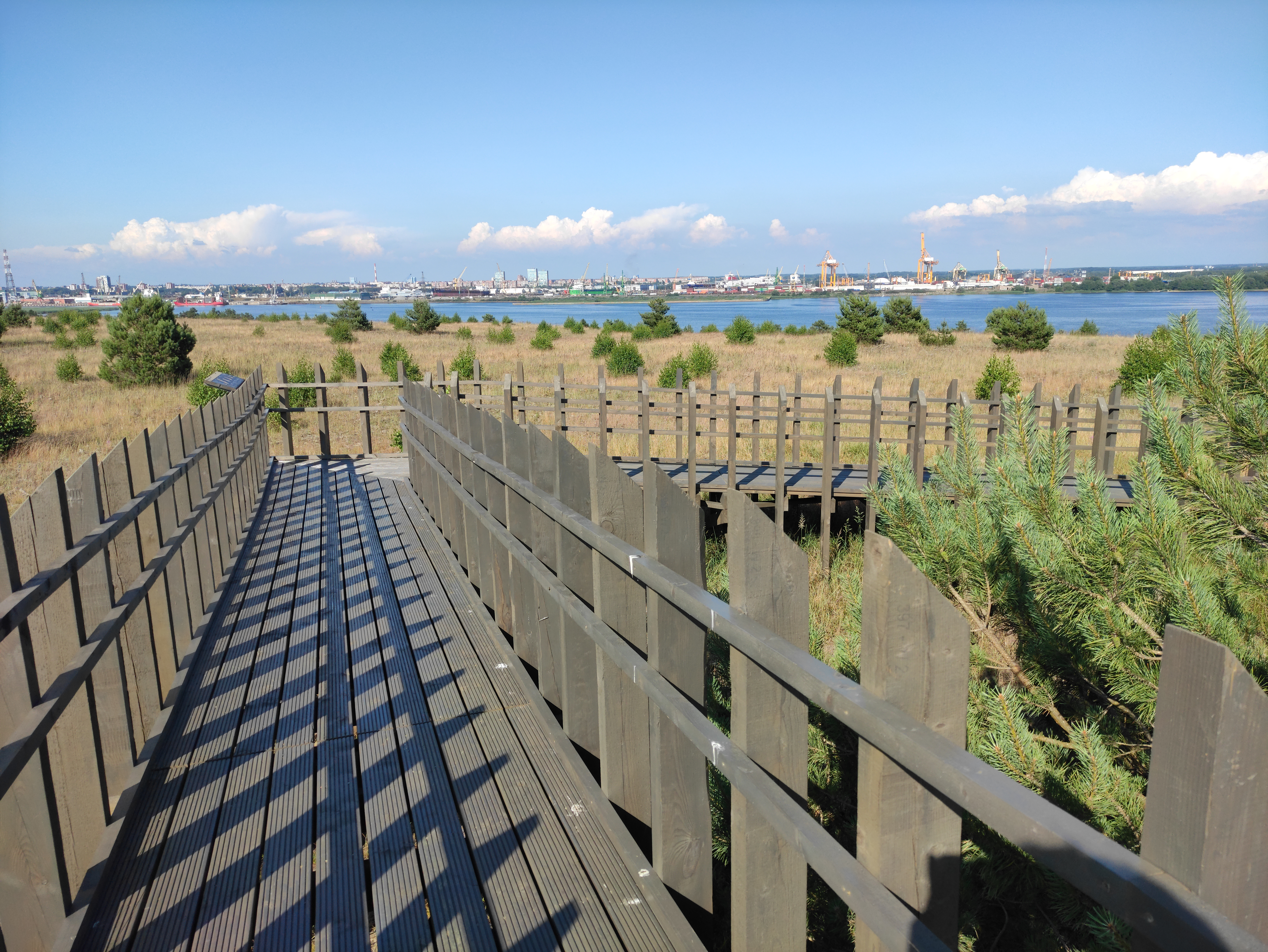
Lávka na vyhlídku
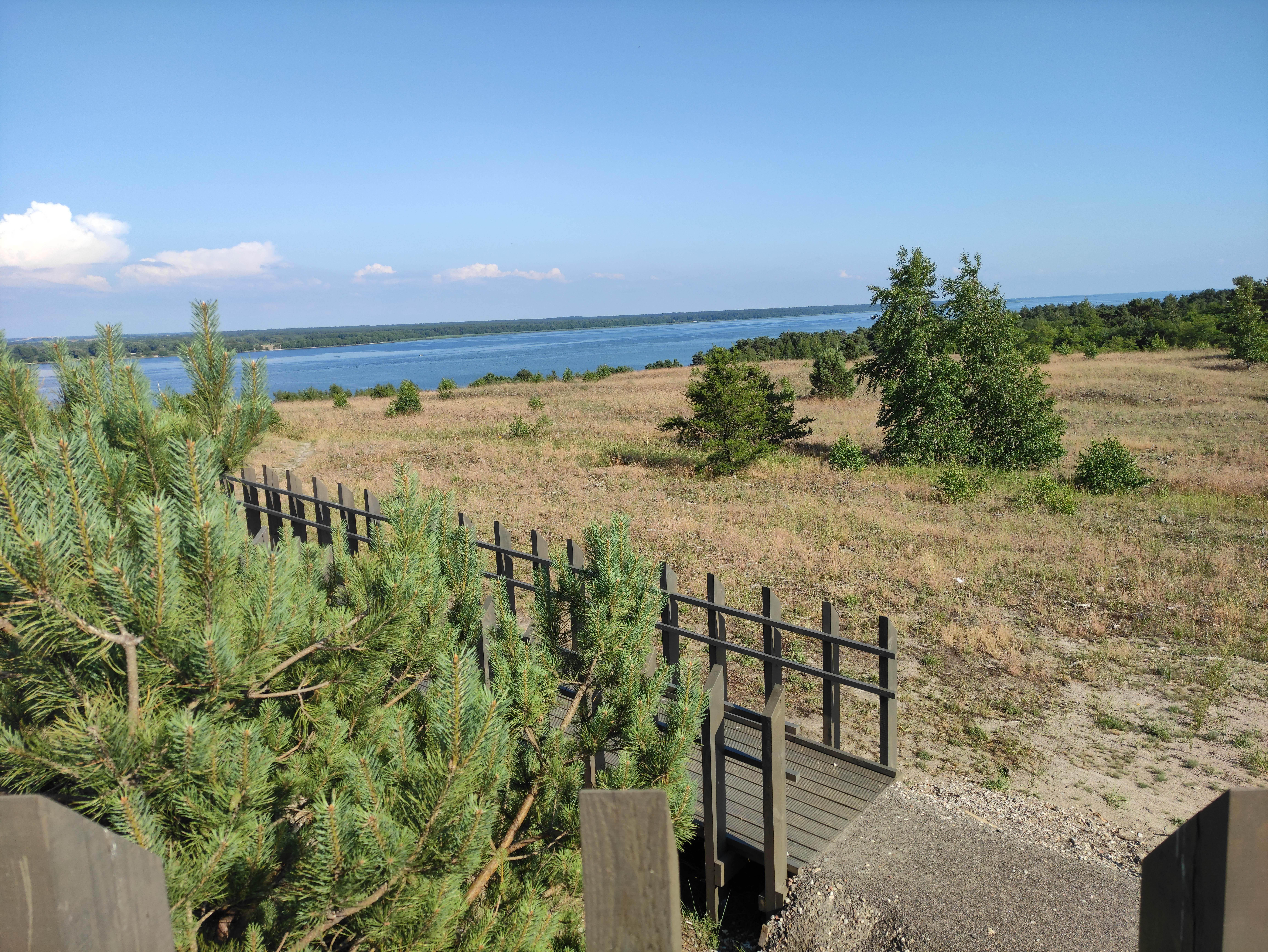
Výhled na Kuršský záliv